# Де Кастро, Паоло
Паоло де Кастро (итал. Paolo De Castro; род. 2 февраля 1958, Сан-Пьетро-Вернотико, Бриндизи, Апулия, Италия) — итальянский экономист и политик, министр сельского хозяйства (1998—2000, 2006—2008).

## Биография
Родился 2 февраля 1958 года в Сан-Пьетро-Вернотико.
С 1982 года работал в Болонском университете, занимаясь экономикой и сельским хозяйством. В 1996 году назначен экономическим советником премьер-министра Романо Проди и министра сельского хозяйства Микеле Пинто, с 1998 по 2000 год — министр сельского хозяйства в первом и втором правительствах Д’Алемы. В 2000—2001 годах являлся специальным советником председателя Европейской комиссии Романо Проди, затем до 2004 года руководил консалтинговой компанией Nomisma. С 2006 по 2008 год занимал должность министра сельского хозяйства во втором правительстве Проди, в 2009 году избран по списку Демократической партии в Европейский парламент от южной Италии, возглавил Сельскохозяйственный комитет, переизбран в 2014 и 2019 годах.
В 2006—2008 годах состоял в Палате депутатов Италии, в 2008—2009 годах — сенатор.

## Труды
- Verso una nuova agricoltura europea. Quale politica agricola nell’Ue allargata?, Roma, Agra, 2004.
- L’agricoltura europea e le nuove sfide globali, Roma, Donzelli, 2010.
- Corsa alla terra. Cibo e agricoltura nell’era della nuova scarsità, introduzione di Romano Prodi, Roma, Donzelli, 2011.
- De Castro, P., Adinolfi, F., Capitanio, F., Di Falco, S. «Building a New Framework for the Common Agricultural Policy: A Responsibility Towards the Overall Community | Der Aufbau einer neuen Struktur für die Gemeinsame Agrarpolitik: Eine Verantwortung gegenüber der gesamten Gemeinschaft» (2011) EuroChoices 10 (1) PP. 32 – 36 doi: 10.1111/j.1746-692X.2011.00171.x
- De Castro, P., Adinolfi, F., Capitanio, F., Di Pasquale, J. «The future of European agricultural policy. Some reflections in the light of the proposals put forward by the EU Commission» (2012) New Medit 11 (2) PP. 4 – 11
- De Castro, P., Di Mambro, A., «The European CAP Reform and the Mediterranean area» in European Common Agricultural Policy (CAP) Reform and the Mediterranean Challenges, Watch Letter N. 27, CIHEAM, Decembre 2013
- «The Politics of Land and Food Scarcity», Oxon, Routledge, 2013